# Tue Rechnung! Donnerwort, BWV 168
Tue Rechnung! Donnerwort, BWV 168 (Passa comptes, paraula retronant!), és una cantata religiosa de Johann Sebastian Bach per al novè diumenge després de la Trinitat, estrenada a Leipzig el 29 de juliol de 1725.

## Origen i context
El llibret és de Salomo Franck, secretari major i poeta oficial de Weimar, la seva ciutat natal, aparegut en el Evangelisches Andachts-Opfer de l'any 1715, i en el coral final empra la vuitena estrofa de l'himne Herr Jesu Christ, dü höchstes de Bartholomaüs Ringwaldt (1588). Molt probablement la versió actual d'aquesta cantata estrenada a Leipzig és basada en una d'anterior de l'època de Weimar, ja que conté moltes analogies ––nombre i seqüència dels moviments, el cor només participa en l'últim número i tampoc no conté cap citació bíblica – amb la BWV 164. El llibret al·ludeix a l'evangeli del dia Lluc (16, 1-9), que narra la Paràbola de l'administrador astut, en què un administrador que malversava els béns del seu senyor, en ser descobert perdonà als deutors per tal que l'ajudessin quan el seu amo el fes fora de la feina; el Senyor lloà la seva actitud perquè havia actuat amb astúcia, dient: "Guanyeu-os amics a costa del diner, que és enganyós, perquè, quant to s'hagi acabat, us rebin a les estances eternes". El passatge es pren com a exemple del menyspreu al diner i a la riquesa material, al déu Mammon, citat en els números 4 i 5 del text. Per a aquest diumenge es conserven, a més, les cantates BWV 94 i la BWV 105.

## Anàlisi
Obra escrita per a soprano, contralt, tenor, baix i cor; dos oboès d'amor, corda i baix continu. Consta de sis números.
1. Ària (baix): Tue Rechnung! Donnerwort (Passa comptes, paraula retronat!)
2. Recitatiu (tenor): Es ist nur fremdes Gut (Només són que béns impropis)
3. Ària (tenor): Kapital und Interessen (El capital, fins i tot l'interès)
4. Recitatiu (baix): Jedoch, erschrocknes Herz, leb und verzage nicht! (Emperò, cor commòs, viu i no et desanimis!)
5. Ària (duet de soprano i contralt): Herz, zerreiß des Mammons Kette (Les cadenes del diner desfés-me, O cor!)
6. Coral: Stärk mich mit deinem Freudengeist (Que em reforci el teu esperit joiós)

El primer número és una ària de baix molt expressiva i amb unes imatges sonores d'acord amb el text que parla de trons que destrossen les roques i congelen la sang. Segueix un recitatiu de tenor acompanyat pels dos oboès, situació poc freqüent en les cantates de Bach, que es converteix en arioso a partir de Ihr Berge fallt! (muntanyes enfonseu-vos!). El número 3 és una ària, també de tenor, en què els dos oboès toquen a l'uníson, dividida en dues parts de tres versos cadascuna, separades per un ritornello. El recitatiu de baix, número 4, no té gaire aspectes a destacar, a no ser l'ascens al punt més alt de la tessitura sobre Himmemlshütten (estança celestial). El número 5 és un duet per a soprano i contralt només amb el continu, sense cap altre acompanyament instrumental, en la que es destaquen, mitjançant diferents formes musicals retòriques, els mots Kette (cadena), Sterbebette (jaç de la mort) i ewig bleiben (per sempre). El coral final amb el text indicat, dona gràcies al Senyor i al seu sacrifici, clou la cantata que té una durada aproximada d'una mica més d'un quart d'hora.

## Discografia seleccionada
- J.S. Bach: Das Kantatenwerk. Sacred Cantatas Vol. 9. Nikolaus Harnoncourt, Concentus Musicus Wien, Tölzer Knabenchor (Gerard Schmidt-Gaden, director), Helmut Witek, Christian Immler (solistes del cor), Kurt Equiluz, Robert Holl. (Teldec), 1994.
- J.S. Bach: The complete live recordings from the Bach Cantata Pilgrimage. CD 35: Duomo di S. Nicolo, Merano; 19 d'agost de 2000. John Eliot Gardiner, Monteverdi Choir, English Baroque Soloists, Katharine Fuge, Daniel Taylor, James Gilchrist, Peter Harvey. (Soli Deo Gloria), 2013.
- J.S. Bach: Cantatas and Sacred Masterpieces. John Eliot Gardiner, Monteverdi Choir, English Baroque Soloists, Katharine Fuge, Daniel Taylor, James Gilchrist, Peter Harvey. (Archiv Produktion), 2010.
- J.S. Bach: Complete Cantatas Vol. 9. Ton Koopman, Amsterdam Baroque Orchestra & Choir, Johannette Zomer, Bogna Bartosz, Christoph Prégardien, Klaus Mertens. (Challenge Classics), 2004.
- J.S. Bach: Cantatas Vol. 40. Masaaki Suzuki, Bach Collegium Japan, Yukari Nonoshita, Robin Blaze, Makoto Sakurada, Peter Kooij. (BIS), 2008.
- J.S. Bach: Church Cantatas Vol. 50. Helmuth Rilling, Gächinger Kantorei, Bach-Collegium Stuttgart, Nancy Burns, Verena Gohl, Theo Altmeyer, Siegmund Nimsgern. (Hänssler), 1999.
- J.S. Bach: Cantatas for the Liturgical Year Vol. 17. Sigiswald Kuijken, La Petite Bande, Elisabeth Hermans, Petra Noskaiova, Christoph Genz, Jan van der Crabben. (Accent Records), 2013.